# S.P.A.L. 2013 2015-2016
Questa voce raccoglie le informazioni riguardanti la S.P.A.L. 2013 nelle competizioni ufficiali della stagione 2015-2016.

## Stagione
In vista del campionato 2015-2016 la squadra viene potenziata nel segno della continuità, confermando buona parte dei giocatori dell'annata precedente e inserendo elementi nei ruoli maggiormente scoperti. Con cinque vittorie consecutive nelle prime cinque giornate e due successivi pareggi a reti bianche con Prato e Siena, gli estensi si portano da subito in testa alla graduatoria. Il 20 dicembre, grazie alla vittoria casalinga sul Teramo e ai contemporanei pareggi delle inseguitrici Maceratese e Pisa, la SPAL si laurea campione d'inverno con una giornata d'anticipo sulla fine del girone d'andata. Il 23 aprile 2016, pareggiando 1-1 in casa contro l'Arezzo, i biancazzurri conquistano la matematica promozione in Serie B con due giornate d'anticipo dopo un torneo condotto sempre al comando, ritornando in seconda serie dopo ventitré anni. Il campionato viene chiuso al primo posto con 71 punti.
In Coppa Italia la squadra passa il primo turno, vincendo in casa contro il Rende per 1-0, quindi viene eliminata al secondo turno, sconfitta a tavolino dal Catania. In Coppa Italia Lega Pro supera quattro turni a spese di Mantova, Reggiana, Tuttocuoio e Santarcangelo, quindi si ferma alle semifinali eliminata dal Cittadella. A seguito delle vittorie ottenute in casa contro il Benevento e sul campo del Cittadella, squadre vincitrici degli altri due gironi della categoria, il 22 maggio la SPAL conquista la Supercoppa di Lega Pro.

## Divise e sponsor
Lo sponsor tecnico per la stagione 2015-2016 è Erreà mentre il primo sponsor ufficiale è Vetroresina, il secondo è Reale Mutua. La presentazione della squadra è avvenuta il 14 luglio in Piazza Castello a Ferrara.. Le nuove maglie sono state presentate il 7 agosto: la prima divisa è a strisce verticali bianco azzurre, la seconda maglia è di colore verde fluorescente con un accenno di due righe biancazzurre verticali.
| Casalinga ufficiale | Casalinga alternativa | Trasferta | Terza divisa |

## Organigramma societario
Area direttiva
- Presidente: Walter Mattioli
- Patron: Simone Colombarini, Francesco Colombarini
- Direttore generale: Davide Vagnati
- Direttore commerciale: Roberto Tezzon

Area organizzativa
- Direttore organizzativo: Umberto Sabattini
- Segretario generale: Stefano Salis
- Segretario amministrativo: Monica Mattioli
- Team manager: Alessandro Andreini

Area comunicazione e marketing
- Direttore marketing e comunicazione: Leonardo Rosa
- Addetto stampa: Enrico Menegatti
- Addetto marketing: Gianluca Ranzani
- Responsabile web marketing, eventi e social media: Arianna Rossi
- Responsabile progetti multimediali: Stefano Accorsi

Area tecnica
- Direttore sportivo: Davide Vagnati
- Allenatore: Leonardo Semplici
- Allenatore in seconda: Andrea Consumi
- Collaboratore tecnico: Rossano Casoni
- Preparatore atletico: Yuri Fabbrizzi
- Preparatore dei portieri: Cristiano Scalabrelli

Area sanitaria
- Responsabile: Raffaella Giagnorio
- Medico sociale: Vittorio Bronzi
- Fisioterapisti: Daniele Zannini, Matteo Evangelisti, Francesco Palummieri

## Rosa
| N. |                   | Ruolo | Calciatore               |
| -- | ----------------- | ----- | ------------------------ |
|    | Italia (bandiera) | P     | Paolo Branduani          |
|    | Italia (bandiera) | P     | Nikita Contini           |
|    | Italia (bandiera) | P     | Alessandro Macario       |
|    | Italia (bandiera) | P     | Giovanni Ranieri         |
|    | Italia (bandiera) | P     | Andrea Seveso            |
|    | Italia (bandiera) | D     | Pietro Ceccaroni         |
|    | Italia (bandiera) | D     | Marcello Cottafava       |
|    | Italia (bandiera) | D     | Daniele Gasparetto       |
|    | Italia (bandiera) | D     | Nicolas Giani (capitano) |
|    | Italia (bandiera) | D     | Tommaso Silvestri        |
|    | Italia (bandiera) | C     | Andrea Beghetto          |
|    | Italia (bandiera) | C     | Alessandro Bellemo       |
|    | Italia (bandiera) | C     | Lorenzo Capezzani        |
|    | Italia (bandiera) | C     | Michele Castagnetti      |
|    | Italia (bandiera) | C     | Alessandro De Vitis      |

| N. |                   | Ruolo | Calciatore        |
| -- | ----------------- | ----- | ----------------- |
|    | Italia (bandiera) | C     | Davide Di Quinzio |
|    | Italia (bandiera) | C     | Federico Gentile  |
|    | Italia (bandiera) | C     | Manuel Lazzari    |
|    | Italia (bandiera) | C     | Alessandro Miotto |
|    | Italia (bandiera) | C     | Luca Mora         |
|    | Italia (bandiera) | C     | Francesco Posocco |
|    | Italia (bandiera) | C     | Eros Schiavon     |
|    | Italia (bandiera) | C     | Mirco Spighi      |
|    | Italia (bandiera) | A     | Marco Cellini     |
|    | Italia (bandiera) | A     | Jacopo Ferri      |
|    | Italia (bandiera) | A     | Mattia Finotto    |
|    | Italia (bandiera) | A     | Luigi Grassi      |
|    | Italia (bandiera) | A     | Leonardo Ubaldi   |
|    | Italia (bandiera) | A     | Gianmarco Zigoni  |

## Calciomercato

### Sessione estiva(dal 1/7 al 31/8)
| Acquisti | Acquisti            | Acquisti    | Acquisti      |
| R.       | Nome                | da          | Modalità      |
| -------- | ------------------- | ----------- | ------------- |
| P        | Paolo Branduani     | Feralpisalò | definitivo    |
| P        | Nikita Contini      | Napoli      | prestito      |
| D        | Pietro Ceccaroni    | Spezia      | prestito      |
| C        | Lorenzo Capezzani   | Parma       | svincolato    |
| C        | Michele Castagnetti | Carrarese   | definitivo    |
| C        | Alessandro De Vitis | Sampdoria   | prestito      |
| C        | Luca Mora           | Alessandria | definitivo    |
| C        | Andrea Beghetto     | Este        | definitivo    |
| C        | Francesco Posocco   | Belluno     | definitivo    |
| C        | Mirco Spighi        | Alessandria | definitivo    |
| A        | Marco Cellini       | Carrarese   | definitivo    |
| A        | Jacopo Ferri        | Roma        | prestito      |
| A        | Domenico Germinale  | Alessandria | fine prestito |

| Cessioni | Cessioni             | Cessioni       | Cessioni              |
| R.       | Nome                 | a              | Modalità              |
| -------- | -------------------- | -------------- | --------------------- |
| P        | Pietro Menegatti     | Cesena         | definitivo            |
| P        | Marco Albertoni      | Genoa          | fine prestito         |
| P        | Giovanni Ranieri     | Inter          | fine prestito         |
| D        | Simone Aldrovandi    | Chievo         | fine prestito         |
| D        | Andrea Pappaianni    | Correggese     | svincolato            |
| D        | Valerio Nava         | Atalanta       | fine prestito         |
| D        | Riccardo Rosina      | Este           | risoluzione contratto |
| C        | Giorgio Capece       | Arezzo         | definitivo            |
| C        | Andrea Landi         | Imolese        | definitivo            |
| C        | Romulo Eugenio Togni | Avellino       | fine prestito         |
| C        | Matteo Gerbaudo      | Juventus       | fine prestito         |
| C        | Alberto Filippini    | Pordenone      | definitivo            |
| A        | Luca Veratti         | Bologna        | fine prestito         |
| A        | Emanuele Rovini      | Empoli         | fine prestito         |
| A        | Giodano Fioretti     | Maceratese     | definitivo            |
| A        | Domenico Germinale   | Bassano Virtus | definitivo            |

### Sessione invernale(dal 4/1 al 1/2)
| Acquisti | Acquisti      | Acquisti | Acquisti   |
| R.       | Nome          | da       | Modalità   |
| -------- | ------------- | -------- | ---------- |
| P        | Andrea Seveso | Atalanta | prestito   |
| C        | Eros Schiavon | -        | svincolato |
| A        | Luigi Grassi  | Ascoli   | definitivo |

| Cessioni | Cessioni           | Cessioni       | Cessioni |
| R.       | Nome               | a              | Modalità |
| -------- | ------------------ | -------------- | -------- |
| P        | Alessandro Macario | OltrepoVoghera | prestito |

## Risultati

### Lega Pro (girone B)

#### Girone di andata
| Arbitro: | Mei (Pesaro) |

|                       |           |  |
| Cellini 37’, 58’, 77’ | Marcatori |  |

| Arbitro: | Fourneau (Roma) |

|  |           |                |
|  | Marcatori | 60’ M. Lazzari |

| Arbitro: | Mantelli (Brescia) |

|                         |           |           |
| Cellini 41’ Finotto 84’ | Marcatori | 26’ Mungo |

| Arbitro: | Piscopo (Imperia) |

|  |           |                  |
|  | Marcatori | 30’, 88’ Finotto |

| Arbitro: | Vesprini (Macerata) |

|                         |           |                 |
| Cellini 32’ Finotto 77’ | Marcatori | 47’ Sandomenico |

| Prato 10 ottobre 2015, ore 20:30 CEST 6ª giornata | Prato                    | 0 – 0 referto | SPAL | Stadio Lungobisenzio (1.432 spett.)\| Arbitro: \| Guccini (Albano Laziale) \| |
| Arbitro:                                          | Guccini (Albano Laziale) |               |      |                                                                               |

| Ferrara 17 ottobre 2015, ore 15:00 CEST 7ª giornata | SPAL            | 0 – 0 referto | Siena | Stadio Paolo Mazza (4.830 spett.)\| Arbitro: \| Amoroso (Paola) \| |
| Arbitro:                                            | Amoroso (Paola) |               |       |                                                                    |

| Arbitro: | Miele (Torino) |

|                                         |           |               |
| Finotto 12’, 36’ Zigoni 57’ Ferri 90+1’ | Marcatori | 65’ Cristiano |

| Arbitro: | Giovani (Grosseto) |

|              |           |  |
| Fioretti 52’ | Marcatori |  |

| Arbitro: | Mastrodonato (Molfetta) |

|                 |           |  |
| Castagnetti 70’ | Marcatori |  |

| Arbitro: | Giua (Olbia) |

|  |           |                                 |
|  | Marcatori | 28’ Mora 46’ Spighi 72’ Finotto |

| Arbitro: | Di Martino (Teramo) |

|          |           |                             |
| Mora 16’ | Marcatori | 48’ Rozzio 55’ Lores Varela |

| Arbitro: | Tardino (Milano) |

|  |           |                 |
|  | Marcatori | 43’, 88’ Zigoni |

| Arbitro: | Mainardi (Bergamo) |

|                    |           |                |
| Cellini 23’ (rig.) | Marcatori | 90+1’ Cognigni |

| Arbitro: | Massimi (Termoli) |

|                                           |           |                                          |
| Bentancourt 45’ Tremolada 60’ (rig.), 62’ | Marcatori | 39’ Zigoni 52’ Castagnetti 90+6’ Cellini |

| Arbitro: | Baroni (Firenze) |

|                               |           |  |
| Di Quinzio 10’ Gasparetto 19’ | Marcatori |  |

| Arbitro: | Dionisi (L'Aquila) |

|  |           |                         |
|  | Marcatori | 49’ Zigoni 90+5’ Spighi |

#### Girone di ritorno
| Arbitro: | Robilotta (Sala Consilina) |

|             |           |             |
| Sartore 81’ | Marcatori | 12’ Finotto |

| Arbitro: | Valiante (Nocera Inferiore) |

|          |           |  |
| Mora 50’ | Marcatori |  |

| Arbitro: | Guccini (Albano Laziale) |

|  |           |            |
|  | Marcatori | 90’ Grassi |

| Arbitro: | Di Ruberto (Nocera Inferiore) |

|             |           |  |
| Finotto 66’ | Marcatori |  |

| L'Aquila 13 febbraio 2016, ore 14:00 CET 22ª giornata | L'Aquila          | 0 – 0 referto | SPAL | Stadio Tommaso Fattori (1.108 spett.)\| Arbitro: \| Amabile (Vicenza) \| |
| Arbitro:                                              | Amabile (Vicenza) |               |      |                                                                          |

| Arbitro: | Piscopo (Imperia) |

|                                                     |           |               |
| Grassi 13’ Gasparetto 24’ Cellini 47’ Cottafava 78’ | Marcatori | 54’ Regolanti |

| Siena 28 febbraio 2016, ore 15:00 CET 24ª giornata | Siena           | 0 – 0 referto | SPAL | Stadio Artemio Franchi (4.000 spett.)\| Arbitro: \| Morreale (Roma) \| |
| Arbitro:                                           | Morreale (Roma) |               |      |                                                                        |

| Arbitro: | Pagliardini (Arezzo) |

|             |           |                                                |
| Daffara 50’ | Marcatori | 46’ Finotto 52’, 56’, 90+3’ Cellini 73’ Zigoni |

| Arbitro: | Giua (Olbia) |

|                    |           |                                              |
| Cellini 30’ (rig.) | Marcatori | 13’, 90+3’ Buonaiuto 66’ F. Foglia 83’ Kouko |

| Arbitro: | Amoroso (Paola) |

|             |           |                        |
| Dettori 74’ | Marcatori | 10’ Cellini 44’ Zigoni |

| Arbitro: | Maggioni (Lecco) |

|                                                |           |  |
| Cellini 25’, 42’ (rig.), 69’ Zigoni 53’ (rig.) | Marcatori |  |

| Arbitro: | Mainardi (Bergamo) |

|                         |           |          |
| Peralta 47’ Mannini 60’ | Marcatori | 39’ Mora |

| Arbitro: | Ranaldi (Tivoli) |

|                                        |           |              |
| Zigoni 12’ Cellini 38’ (rig.) Mora 60’ | Marcatori | 6’ Margiotta |

| Arbitro: | Di Ruberto (Nocera Inferiore) |

|          |           |                         |
| Radi 43’ | Marcatori | 17’ Zigoni 25’ Schiavon |

| Arbitro: | Viotti (Tivoli) |

|           |           |                |
| Zigoni 3’ | Marcatori | 71’ E. Defendi |

| Arbitro: | Zingarelli (Siena) |

|  |           |                  |
|  | Marcatori | 72’, 74’ Finotto |

| Arbitro: | Massimi (Termoli) |

|             |           |                          |
| Posocco 18’ | Marcatori | 43’ Peverelli 62’ Caponi |

### Supercoppa di Lega Pro
| Arbitro: | Proietti (Terni) |

|                                                  |           |               |
| Giani 33’ Cellini 63’ Finotto 73’ Schiavon 90+3’ | Marcatori | 47’ Ciciretti |

| Arbitro: | Di Ruberto (Nocera Inferiore) |

|             |           |                                       |
| Pascali 90’ | Marcatori | 10’ Zigoni 38’ M. Lazzari 41’ Finotto |

### Coppa Italia
| Arbitro: | Giua (Pisa) |

|         |           |  |
| Mora 4’ | Marcatori |  |

| Arbitro: | Saia (Palermo) |

|  |           |            |
|  | Marcatori | 59’ Zigoni |

### Coppa Italia Lega Pro
| Arbitro: | D'Apice (Arezzo) |

|           |           |                      |
| Gonzi 32’ | Marcatori | 25’ Zigoni 92’ Ferri |

| Arbitro: | Zanonato (Vicenza) |

|  |           |                       |
|  | Marcatori | 68’ (aut.) Castellana |

| Arbitro: | Fiorini (Frosinone) |

|                         |           |  |
| Posocco 33’ Finotto 59’ | Marcatori |  |

| Arbitro: | Giua (Pisa) |

|  |           |                                              |
|  | Marcatori | 16’, 42’, 53’ Cellini 17’ Grassi 46’ Posocco |

| Arbitro: | Tardino (Milano) |

|                   |           |                 |
| Zigoni 18’ (rig.) | Marcatori | 90’ Cappelletti |

| Arbitro: | Guccini (Albano Laziale) |

|                         |           |            |
| Coralli 82’ Minesso 88’ | Marcatori | 89’ Grassi |

## Statistiche
Aggiornate al 22 maggio 2016.

### Statistiche di squadra
| Competizione           | Punti | In casa | In casa | In casa | In casa | In casa | In casa | In trasferta | In trasferta | In trasferta | In trasferta | In trasferta | In trasferta | Totale | Totale | Totale | Totale | Totale | Totale | DR  |
| Competizione           | Punti | G       | V       | N       | P       | Gf      | Gs      | G            | V            | N            | P            | Gf           | Gs           | G      | V      | N      | P      | Gf     | Gs     | DR  |
| ---------------------- | ----- | ------- | ------- | ------- | ------- | ------- | ------- | ------------ | ------------ | ------------ | ------------ | ------------ | ------------ | ------ | ------ | ------ | ------ | ------ | ------ | --- |
| Lega Pro               | 71    | 17      | 11      | 3       | 3       | 32      | 15      | 17           | 10           | 5            | 2            | 27           | 10           | 34     | 21     | 8      | 5      | 59     | 25     | +34 |
| Supercoppa di Lega Pro | -     | 1       | 1       | 0       | 0       | 4       | 1       | 1            | 1            | 0            | 0            | 3            | 1            | 2      | 2      | 0      | 0      | 7      | 2      | +5  |
| Coppa Italia           | -     | 1       | 1       | 0       | 0       | 1       | 0       | 1            | 0            | 0            | 1            | 0            | 3            | 2      | 1      | 0      | 1      | 1      | 3      | −2  |
| Coppa Italia Lega Pro  | -     | 2       | 1       | 1       | 0       | 3       | 1       | 4            | 3            | 0            | 1            | 9            | 3            | 6      | 4      | 1      | 1      | 12     | 4      | +8  |
| Totale                 | -     | 21      | 14      | 4       | 3       | 40      | 17      | 23           | 14           | 5            | 4            | 39           | 17           | 44     | 28     | 9      | 7      | 79     | 34     | +45 |

### Andamento in campionato
| Giornata  | 1 | 2 | 3 | 4 | 5 | 6 | 7 | 8 | 9 | 10 | 11 | 12 | 13 | 14 | 15 | 16 | 17 | 18 | 19 | 20 | 21 | 22 | 23 | 24 | 25 | 26 | 27 | 28 | 29 | 30 | 31 | 32 | 33 | 34 |
| --------- | - | - | - | - | - | - | - | - | - | -- | -- | -- | -- | -- | -- | -- | -- | -- | -- | -- | -- | -- | -- | -- | -- | -- | -- | -- | -- | -- | -- | -- | -- | -- |
| Luogo     | C | T | C | T | C | T | C | C | T | C  | T  | C  | T  | C  | T  | C  | T  | T  | C  | T  | C  | T  | C  | T  | T  | C  | T  | C  | T  | C  | T  | C  | T  | C  |
| Risultato | V | V | V | V | V | N | N | V | P | V  | V  | P  | V  | V  | N  | V  | V  | N  | V  | V  | V  | N  | V  | N  | V  | P  | V  | V  | P  | V  | V  | N  | V  | P  |
| Posizione | 1 | 1 | 1 | 1 | 1 | 1 | 1 | 1 | 2 | 2  | 1  | 1  | 1  | 1  | 1  | 1  | 1  | 1  | 1  | 1  | 1  | 1  | 1  | 1  | 1  | 1  | 1  | 1  | 1  | 1  | 1  | 1  | 1  | 1  |

Fonte:  Lega Pro Girone B 2015/2016, su calcio.com.
Legenda:

Luogo: C = Casa; T = Trasferta. Risultato: V = Vittoria; N = Pareggio; P = Sconfitta.

### Statistiche dei giocatori
In corsivo i giocatori ceduti a stagione in corso.
| Giocatore      | Lega Pro | Lega Pro | Lega Pro    | Lega Pro   | Supercoppa di Lega Pro | Supercoppa di Lega Pro | Supercoppa di Lega Pro | Supercoppa di Lega Pro | Coppa Italia | Coppa Italia | Coppa Italia | Coppa Italia | Coppa Italia Lega Pro | Coppa Italia Lega Pro | Coppa Italia Lega Pro | Coppa Italia Lega Pro | Totale   | Totale | Totale      | Totale     |
| Giocatore      | Presenze | Reti     | Ammonizioni | Espulsioni | Presenze               | Reti                   | Ammonizioni            | Espulsioni             | Presenze     | Reti         | Ammonizioni  | Espulsioni   | Presenze              | Reti                  | Ammonizioni           | Espulsioni            | Presenze | Reti   | Ammonizioni | Espulsioni |
| -------------- | -------- | -------- | ----------- | ---------- | ---------------------- | ---------------------- | ---------------------- | ---------------------- | ------------ | ------------ | ------------ | ------------ | --------------------- | --------------------- | --------------------- | --------------------- | -------- | ------ | ----------- | ---------- |
| P. Branduani   | 27       | -17      | 1           | 0          | 2                      | -2                     | 0                      | 0                      | 1            | 0            | 0            | 0            | 2                     | -1                    | 0                     | 0                     | 32       | -20    | 1           | 0          |
| N. Contini     | 8        | -8       | 0           | 0          | -                      | -                      | -                      | -                      | 1            | 0            | 0            | 0            | 4                     | -3                    | 0                     | 0                     | 13       | -11    | 0           | 0          |
| A. Macario     | 0        | 0        | 0           | 0          | -                      | -                      | -                      | -                      | 0            | 0            | 0            | 0            | 0                     | 0                     | 0                     | 0                     | 0        | 0      | 0           | 0          |
| G. Ranieri     | -        | -        | -           | -          | -                      | -                      | -                      | -                      | -            | -            | -            | -            | -                     | -                     | -                     | -                     | -        | -      | -           | -          |
| A. Seveso      | -        | -        | -           | -          | -                      | -                      | -                      | -                      | -            | -            | -            | -            | -                     | -                     | -                     | -                     | -        | -      | -           | -          |
| M. Cottafava   | 24       | 1        | 5           | 0          | 1                      | 0                      | 0                      | 0                      | 1            | 0            | 0            | 0            | 2                     | 0                     | 0                     | 0                     | 28       | 1      | 5           | 0          |
| D. Gasparetto  | 25       | 1        | 5           | 0          | 2                      | 0                      | 0                      | 0                      | 1            | 0            | 0            | 0            | 2                     | 0                     | 1                     | 0                     | 30       | 1      | 6           | 0          |
| T. Silvestri   | 16       | 0        | 3           | 0          | -                      | -                      | -                      | -                      | 2            | 0            | 0            | 0            | 5                     | 0                     | 1                     | 1                     | 23       | 0      | 4           | 1          |
| P. Ceccaroni   | 22       | 0        | 6           | 0          | 2                      | 0                      | 0                      | 0                      | 1            | 0            | 0            | 0            | 4                     | 0                     | 0                     | 0                     | 29       | 0      | 6           | 0          |
| N. Giani       | 21       | 0        | 1           | 2          | 2                      | 1                      | 0                      | 0                      | 2            | 0            | 0            | 0            | 4                     | 0                     | 1                     | 0                     | 29       | 1      | 2           | 2          |
| M. Lazzari     | 31       | 1        | 6           | 0          | 2                      | 1                      | 0                      | 0                      | 2            | 0            | 0            | 0            | 0                     | 0                     | 0                     | 0                     | 35       | 2      | 6           | 0          |
| A. Beghetto    | 18       | 0        | 0           | 0          | 1                      | 0                      | 0                      | 0                      | 0            | 0            | 0            | 0            | 6                     | 0                     | 0                     | 0                     | 25       | 0      | 0           | 0          |
| L. Mora        | 30       | 5        | 11          | 0          | 2                      | 0                      | 1                      | 0                      | 2            | 1            | 1            | 0            | 2                     | 0                     | 0                     | 0                     | 36       | 6      | 13          | 0          |
| A. Bellemo     | 13       | 0        | 2           | 0          | -                      | -                      | -                      | -                      | 2            | 0            | 0            | 0            | 5                     | 0                     | 3                     | 0                     | 20       | 0      | 5           | 0          |
| F. Gentile     | 10       | 0        | 0           | 0          | 1                      | 0                      | 0                      | 0                      | 2            | 0            | 0            | 0            | 3                     | 0                     | 0                     | 0                     | 16       | 0      | 0           | 0          |
| M. Castagnetti | 30       | 3        | 8           | 0          | 2                      | 0                      | 0                      | 0                      | 2            | 0            | 2            | 0            | 1                     | 0                     | 0                     | 0                     | 35       | 3      | 10          | 0          |
| L. Capezzani   | 1        | 0        | 0           | 0          | -                      | -                      | -                      | -                      | 0            | 0            | 0            | 0            | 3                     | 0                     | 0                     | 0                     | 4        | 0      | 0           | 0          |
| A. De Vitis    | 19       | 0        | 2           | 1          | 1                      | 0                      | 0                      | 0                      | -            | -            | -            | -            | 5                     | 0                     | 0                     | 0                     | 25       | 0      | 2           | 1          |
| D. Di Quinzio  | 27       | 2        | 3           | 0          | -                      | -                      | -                      | -                      | 2            | 0            | 0            | 0            | 3                     | 0                     | 1                     | 0                     | 32       | 2      | 4           | 0          |
| F. Posocco     | 4        | 1        | 0           | 0          | -                      | -                      | -                      | -                      | -            | -            | -            | -            | 6                     | 2                     | 0                     | 0                     | 10       | 3      | 0           | 0          |
| E. Schiavon    | 13       | 1        | 1           | 0          | 2                      | 1                      | 1                      | 0                      | -            | -            | -            | -            | 3                     | 0                     | 0                     | 0                     | 18       | 2      | 2           | 0          |
| M. Spighi      | 19       | 2        | 1           | 0          | 2                      | 0                      | 0                      | 0                      | -            | -            | -            | -            | 5                     | 0                     | 1                     | 0                     | 26       | 2      | 2           | 0          |
| D. Germinale   | -        | -        | -           | -          | -                      | -                      | -                      | -                      | 0            | 0            | 0            | 0            | -                     | -                     | -                     | -                     | 0        | 0      | 0           | 0          |
| J. Ferri       | 7        | 1        | 0           | 0          | -                      | -                      | -                      | -                      | 1            | 0            | 0            | 0            | 4                     | 1                     | 0                     | 0                     | 12       | 2      | 0           | 0          |
| M. Finotto     | 32       | 11       | 2           | 0          | 2                      | 2                      | 0                      | 0                      | 2            | 0            | 0            | 0            | 4                     | 1                     | 1                     | 0                     | 40       | 14     | 3           | 0          |
| M. Cellini     | 26       | 17       | 1           | 0          | 2                      | 1                      | 0                      | 0                      | 1            | 0            | 0            | 0            | 2                     | 3                     | 1                     | 0                     | 31       | 21     | 2           | 0          |
| L. Grassi      | 11       | 2        | 1           | 0          | -                      | -                      | -                      | -                      | -            | -            | -            | -            | 2                     | 2                     | 0                     | 0                     | 13       | 4      | 1           | 0          |
| G. Zigoni      | 33       | 11       | 2           | 0          | 2                      | 1                      | 0                      | 0                      | 2            | 1            | 1            | 0            | 6                     | 2                     | 0                     | 0                     | 43       | 15     | 3           | 0          |
| A. Miotto      | -        | -        | -           | -          | -                      | -                      | -                      | -                      | -            | -            | -            | -            | 1                     | 0                     | 0                     | 0                     | 1        | 0      | 0           | 0          |
| L. Ubaldi      | 1        | 0        | 0           | 0          | -                      | -                      | -                      | -                      | -            | -            | -            | -            | -                     | -                     | -                     | -                     | 1        | 0      | 0           | 0          |